# Redunca fulvorufula
Redunca fulvorufula — це антилопа, яка зустрічається в гірських районах більшої частини Африки на південь від Сахари (Ботсвана, Камерун, Есватіні, Ефіопія, Кенія, Лесото, Мозамбік, Нігерія, ПАР, Південний Судан, Танзанія, Уганда).

## Опис
Redunca fulvorufula заввишки в середньому 75 см у плечі та важить ≈ 30 кг. Вид має сіру шерсть із білим підчерев'ям і червонувато-коричневими головою та плечима. Самець має ребристі роги приблизно 15.2 см, які загнуті вперед. Обидві статі мають темну пляму запаху під вухами.

## Екологія
Ці антилопи переважно пасуться, і вода є важливою умовою проживання. Вони, як правило, годуються рано ввечері та вранці, зазвичай невеликими групами з шести або менше тварин. Типова група складається з одного дорослого самця та кількох дорослих самок і молодих особин. Самці-підлітки витісняються зі своїх стад і утворюють невеликі холостяцькі стада. Тривалість життя в дикій природі невідома, але зафіксовано, що екземпляри споріднених видів у неволі живуть до 18 років.